# Camponotus chrysurus
Camponotus chrysurus är en myrart som beskrevs av Gerstaecker 1871. Camponotus chrysurus ingår i släktet hästmyror, och familjen myror.

## Underarter
Arten delas in i följande underarter:
- C. c. acutisquamis
- C. c. apellis
- C. c. chrysurus
- C. c. securifer
- C. c. yvonnae